# 모터스포츠 마셜

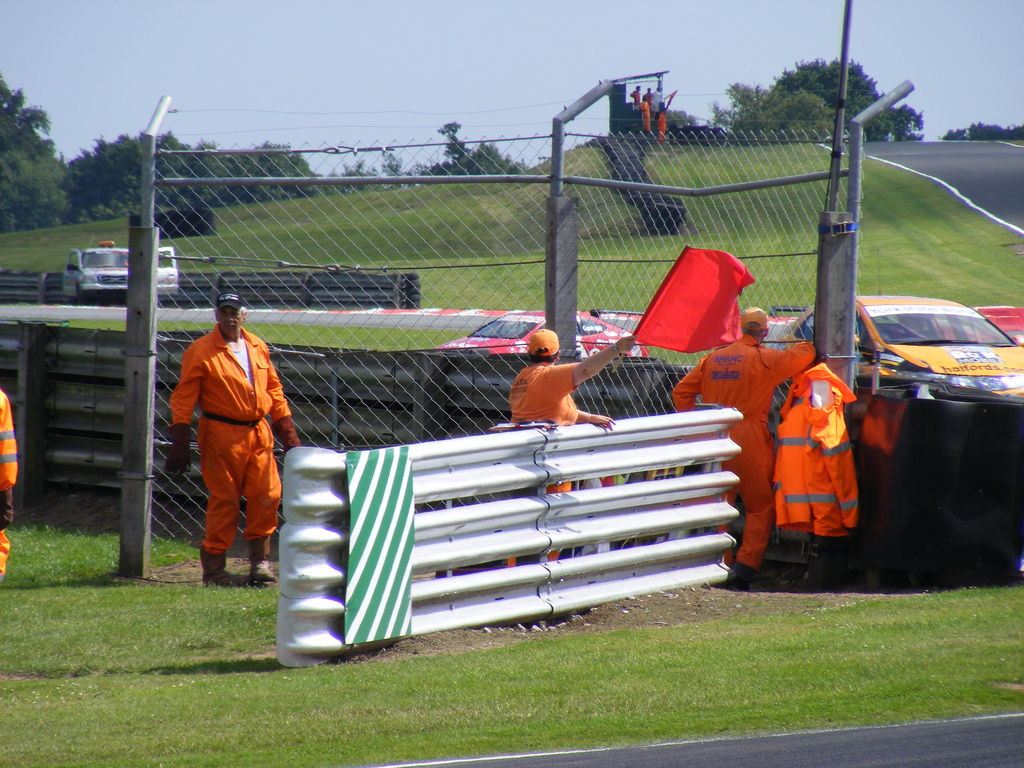
적기를 흔들고 있는 트랙 마셜

모터스포츠 마셜(motorsport marshal)은 모터스포츠에서 경주자들의 안전을 책임지는 자원봉사자를 의미한다. 위험이 발생할 수 있는 경주로의 여러 지점에 위치하여 충돌이나 사고, 트랙 상의 문제가 발생할 경우에 대처한다. 트랙 워커(worker), 크루(crew) 등으로도 불린다.